# 2021년 10월 죽음
다음은 2021년 10월에 사망한 저명한 인물 목록이다.
- 10월 2일 - 미국의 경제학자 앤서니 다운스
- 10월 3일
  - 미국의 영화배우 신시아 해리스
  - 스페인의 축구선수 루이스 베요
- 10월 4일
  - 대한민국의 배우 남문철
  - 대한민국의 가수 심연옥
  - 미국의 야구선수 에디 로빈슨
- 10월 9일 - 이란의 정치인 아볼하산 바니사드르
- 10월 10일
  - 미국의 애니메이터 루시 톰슨
  - 파키스탄의 핵과학자 압둘 카디르 칸
- 10월 12일
  - 미국의 영화배우 로이 호런
  - 미국의 영화제작자 브라이언 골드너
- 10월 14일
  - 대한민국의 정치인 이완구
  - 일본의 정치인 모리야마 마유미
- 10월 15일
  - 대한민국의 금융인 이경식
  - 태국의 가수 폰삭 송생
- 10월 16일 - 미국의 영화배우 베티 린
- 10월 17일 - 대한민국의 영화배우 최지희
- 10월 18일
  - 미국의 군인 콜린 파월
  - 미국의 성우 크리스토퍼 에어스
  - 미국의 영화배우 발 비소글리오
  - 슬로바키아의 가수 에디타 그루베로바
- 10월 20일 - 미국의 심리학자 미하이 칙센트미하이
- 10월 21일
  - 대한민국의 군인 전경환
  - 미국의 영화감독 할리나 허친스
  - 일본의 정치인 가노 미치히코
  - 네덜란드의 지휘자 베르나르트 하이팅크
- 10월 22일 - 대한민국의 독립운동가 이준호
- 10월 24일
  - 대한민국의 영화제작자 이태원
  - 미국의 영화배우 제임스 마이클 타일러
- 10월 25일 - 그리스의 정치인 포피 예니마타
- 10월 26일
  - 대한민국의 제13대 대통령 노태우
  - 스코틀랜드의 축구선수 월터 스미스
- 10월 27일 - 대한민국의 교육인 공정택
- 10월 29일 - 대한민국의 시민운동가 김문숙
- 10월 30일 - 인도의 영화배우 푸네스 라지쿠마르
- 10월 31일 - 대한민국의 도예가 천한봉